# Rybaki (Prusicko)
Rybaki – przysiółek wsi Prusicko w Polsce, położony w województwie łódzkim, w powiecie pajęczańskim, w gminie Nowa Brzeźnica. Wchodzi w skład sołectwa Prusicko.
W latach 1975–1998 przysiółek administracyjnie należał do województwa częstochowskiego.